# Pisaster
Genre
Pisaster (du Grec πίσος, « pois », et ἀστήρ, « étoile ») est un genre d'étoiles de mer, échinodermes de la famille des Asteriidae. Elles sont communes sur la côte ouest des États-Unis.

## Liste d'espèces
Selon World Register of Marine Species (7 août 2010), ITIS (7 août 2010) et NCBI (7 août 2010) :
- Pisaster brevispinus (Stimpson, 1857)
- Pisaster giganteus (Stimpson, 1857)
- Pisaster ochraceus (Brandt, 1835)

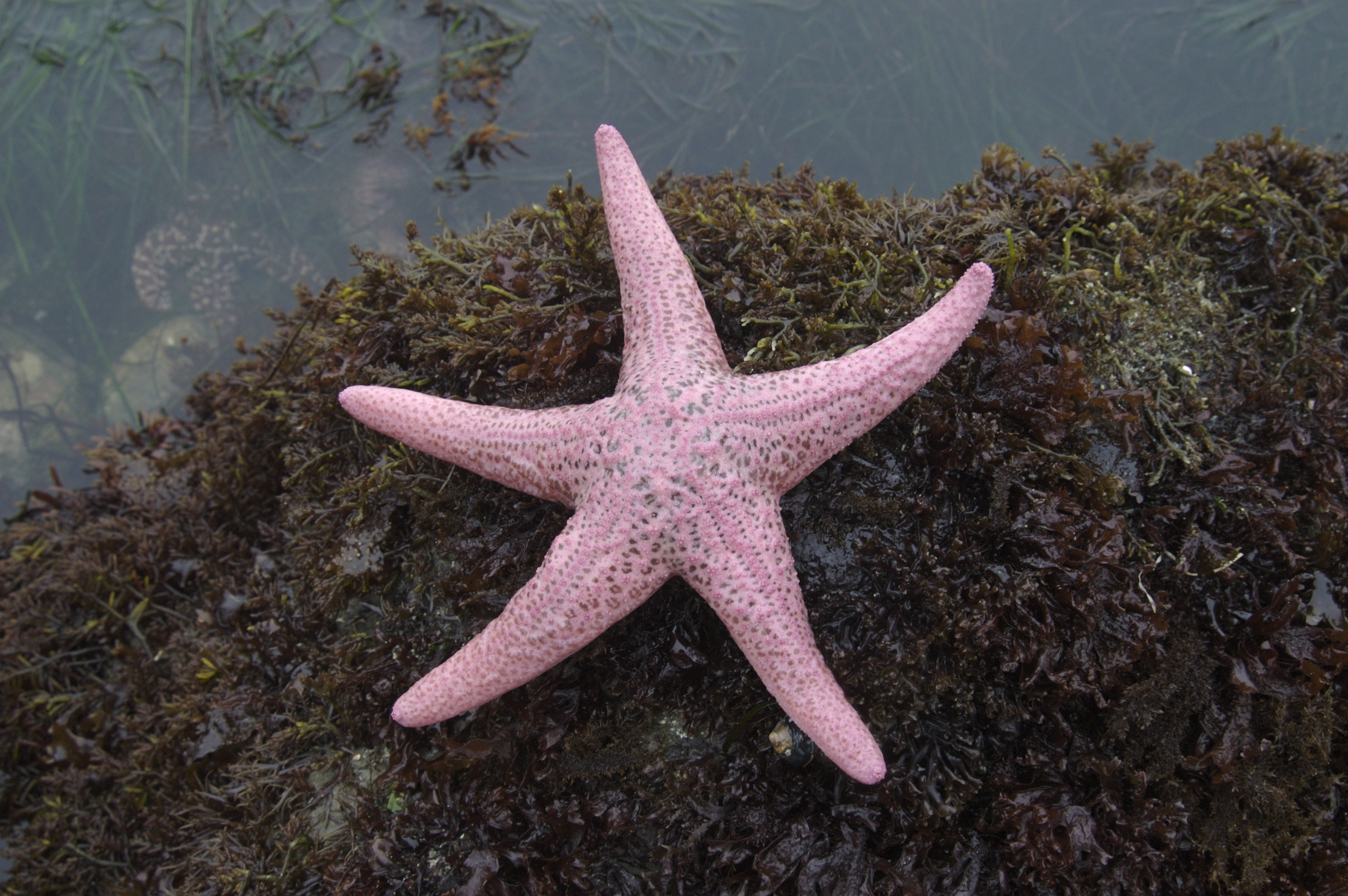
Pisaster brevispinus
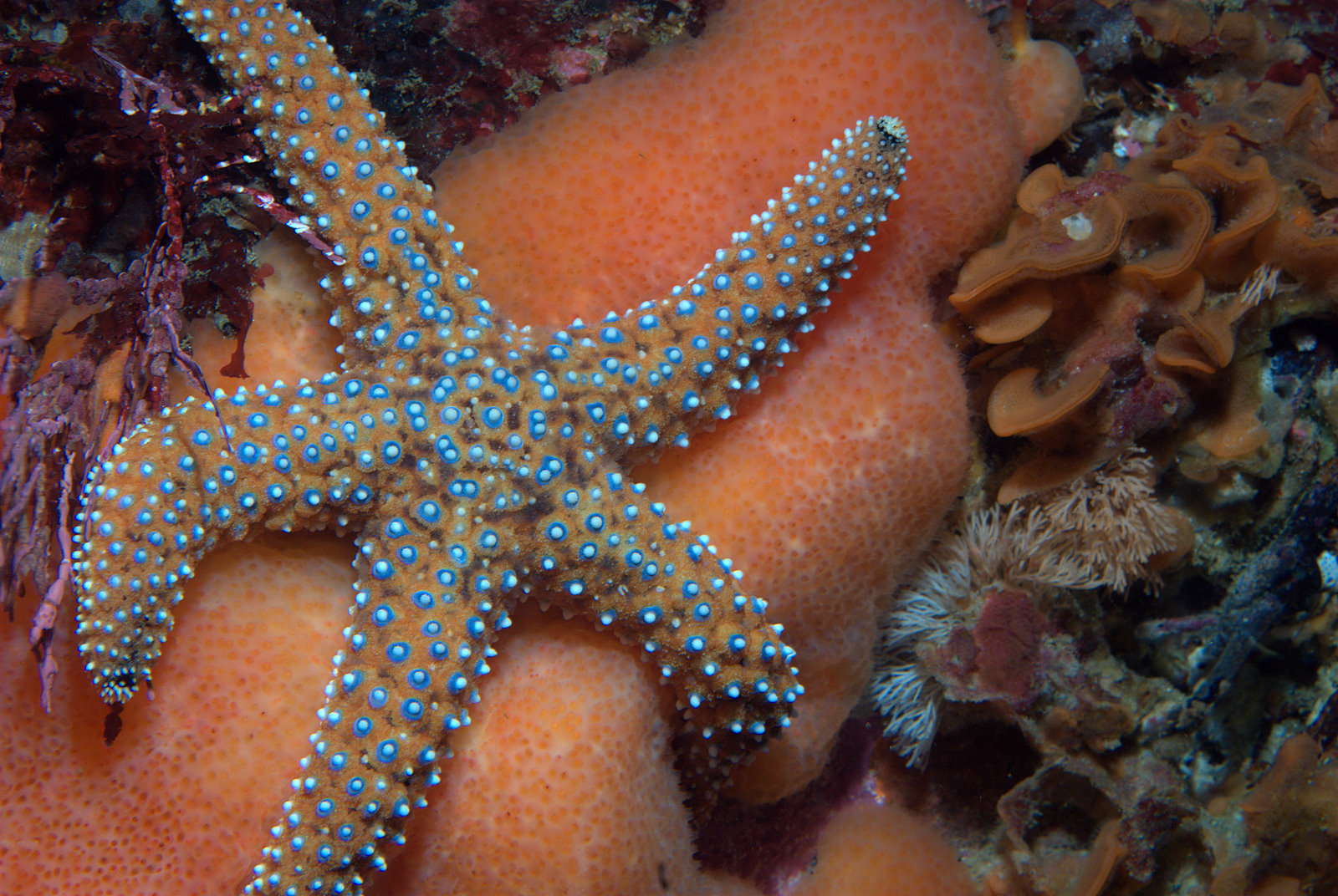
Pisaster giganteus
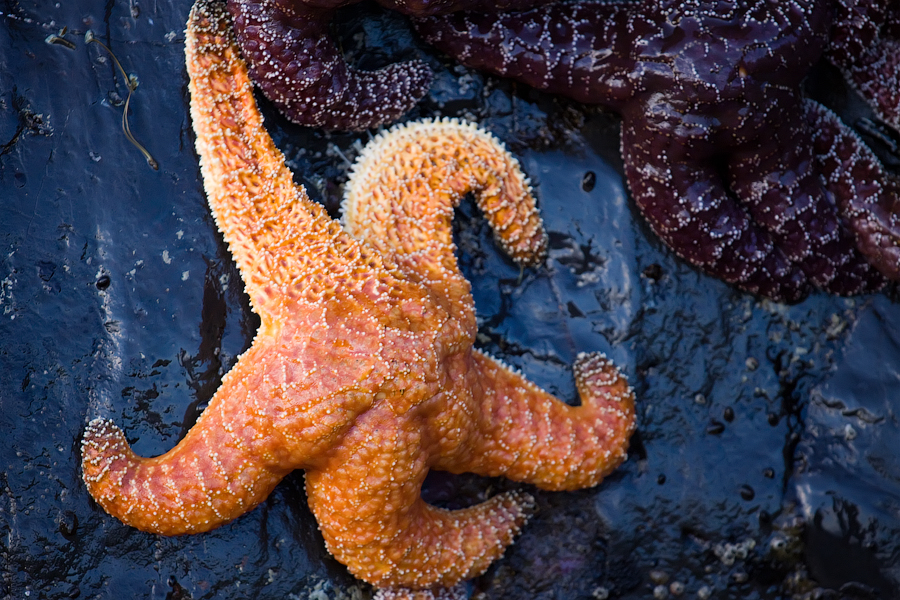
Pisaster ochraceus